# Tiroteo en la escuela de Oakland de 2022
El tiroteo en la escuela de Oakland de 2022 ocurrió el 28 de septiembre de 2022, cuando una persona finalmente murió y cinco personas resultaron heridas por la violencia armada que ocurrió en King Estates School Complex, un área donde tres escuelas secundarias diferentes comparten un campus complejo en Oakland, California. El tiroteo ocurrió durante el horario escolar a las 12:45 p. m., cuando dos hombres armados, que las autoridades de Oakland creen que no asistían a la escuela, ingresaron al campus de Rusdale High School y abrieron treinta rondas contra personas presentes en el campus. Si bien se informa que el tiroteo tuvo connotaciones de pandillas o grupos, las víctimas golpeadas eran todos transeúntes supuestamente inocentes. Aún no se ha detenido ni identificado a ningún sospechoso. Hay imágenes de vigilancia que muestran a dos presuntos pistoleros en el campus y una tercera persona de interés involucrada.
La única víctima mortal, un carpintero que trabajaba en el campus, murió a causa de sus heridas en un hospital a mediados de noviembre de 2022.

## Antecedentes
El complejo de Oakland Oriental comprende Rudsdale Continuation School, escuelas secundarias para recién llegados, BayTech Charter School y la sede de Sojourner Truth Independent Study. Rusdale High atiende a inmigrantes recientes de entre 16 y 21 años que han huido de la violencia y la inestabilidad en sus países de origen, según el sitio web de la escuela y CNN.
El campus tuvo un problema reciente con la violencia en agosto, donde un estudiante resultó herido por ser apuñalado, y un arma fue recuperada ese mismo mes en el campus. Un asesor de padres en BayTech dijo que la escuela charter estaba tan preocupada por la falta de acción del Distrito Escolar Unificado de Oakland que contrató a su propio guardia de seguridad. Una compañía de seguridad independiente confirmó que el guardia estaba entre las seis personas baleadas el miércoles.
Oakland es una ciudad que lucha contra el crimen violento y tuvo un alto número de asesinatos en los últimos años, superando los 100 (equivalente a al menos 25 por cada 100 000 residentes) y fue el sitio de otro presunto asalto relacionado con pandillas en una escuela el mes anterior, donde tres personas resultaron heridas por balas disparadas en Escuela Secundaria Técnica de Oakland.

## Tiroteo
La policía de Oakland cree que dos tiradores entraron al campus de la escuela y abrieron fuego contra el campus que caminaban o pasaban el rato y hablaban con compañeros de trabajo/estudiantes. Treinta disparos fueron disparados en total. Los funcionarios respondieron a un informe de un tiroteo a las 12:45 p. m., e inicialmente dijeron que estaban buscando a un tirador, pero finalmente dijeron que más personas podrían haber estado involucradas. Un conductor de fuga puede haber estado involucrado.
Un padre le dijo a KTVU que fue testigo de cinco posibles tiradores, y otro padre dijo que estaba hablando con su hija de 13 años en FaceTime cuando escuchó disparos en el fondo; Estaba escondida debajo de un escritorio cuando llamó a su padre. La escuela fue cerrada; Los agentes de la ley sacaron armas mientras caminaban por los pasillos y otras áreas de la propiedad escolar. Se consideró que el campus estaba libre de peligro poco después de las 3 p. m., según la alcaldesa de Oakland, Libby Schaaf. Algunos estudiantes fueron grabados escondidos debajo de sus escritorios mientras se encerraba.
Las autoridades dijeron que todos los estudiantes en los campus afectados se reunieron con sus padres o tutores, quienes fueron dirigidos a un centro de reunificación en una iglesia en Mountain Boulevard y Fontaine Street para recoger a sus hijos.

## Víctimas
Un adulto murió y otros cinco adultos resultaron heridos en el tiroteo, con dos estudiantes, un consejero, un oficial de seguridad y otros dos empleados del campus entre las víctimas. Un estudiante, que también era carpintero que trabajaba en el campus, recibió cuatro disparos. Otra víctima, un carpintero que trabajaba en el campus, fue rozado con una bala, pero no resultó gravemente herido. Sin embargo, otro carpintero fue mortalmente herido después de haber recibido cuatro disparos. Murió de sus heridas en el hospital el 17 de noviembre de 2022.
Tres de los heridos fueron llevados al Hospital Highland en Oakland, mientras que los otros tres fueron llevados al Centro Médico Eden en Castro Valley. Tres personas permanecían hospitalizadas hasta el viernes 30 de septiembre, dos de ellas con lesiones potencialmente mortales, mientras que una persona había sido dada de alta el miércoles y otras dos fueron dadas de alta el viernes. Durante una conferencia de prensa, el jefe de policía de Oakland, LeRonne Armstrong, dijo que las seis personas que recibieron disparos no eran los objetivos previstos, sino transeúntes inocentes que iban a la escuela o trabajaban.

## Investigaciones
Las autoridades anunciaron que creían que dos tiradores eran responsables del tiroteo con un posible cómplice adicional, y el tiroteo probablemente esté relacionado con pandillas. Se cree que los tiradores intentaron apuntar a un individuo específico, y han recuperado imágenes de video y otras pruebas que muestran cómo los tiradores rompieron las puertas de la parte del campus de Rudsdale High School.

## Respuesta
Los padres de Bay Tech y el personal han estado en reuniones desde el jueves, muchos amenazando con no regresar a la escuela debido a los desafíos de seguridad en el campus. También están pidiendo que el superintendente del distrito escolar renuncie. NBC Bay Area contactó al distrito escolar para preguntar sobre las acusaciones de los padres y si hizo algún cambio después de los incidentes anteriores. El distrito dijo anteriormente que está revisando su protocolo de seguridad, pero se negó a hacer más comentarios.
El gobernador Gavin Newsom emitió una declaración después del ataque: «La oficina del gobernador publicó una declaración en su página de Twitter, llamando al tiroteo un 'horrible acto de violencia que se ha vuelto demasiado familiar'. Una vez más, nuestros hijos estaban en el fuego cruzado». La oficina agregó que la violencia armada ha «tomado demasiado de nuestras comunidades» y no puede continuar. La alcaldesa de Oakland, Libby Schaff, pidió a la población que exija un cambio de aquellos que tienen el mayor poder para cambiar y que, en general, todos tengan que hacerlo mejor.